# Richard Zsigmondy
Richard Adolf Zsigmondy (n. 1 aprilie 1865, Viena, Imperiul Austriac – d. 23 septembrie 1929, Göttingen, Germania) a fost un chimist german, laureat al Premiului Nobel pentru chimie (1925) „pentru determinarea naturii heterogene a soluțiilor coloidale și pentru metodele folosite, care au devenit metode fundamentale în chimia coloidală modernă.”
Richard Zsigmondy s-a născut la Viena, în familia doctorului Adolf Zsigmondy, unul din pionierii stomatologiei din Austro-Ungaria, decedat în 1880. Tatăl său a inventat diverse aparate științifice și chirurgicale, a publicat lucrări cu caracter științific și a încurajat interesul celor patru copii în științele naturale. Mama sa, Irma von Szakmarz, își încurajează copiii pentru o viață în aer liber, le cultivă pasiunea pentru artă și îi îndeamnă să-și urmeze propriile înclinații. Interesul lui Zsigmondy pentru chimie și fizică se naște la o vârstă fragedă, când realizează în micul său laborator de acasă multe din experiențele descrise în manualul Schule der Chemie al lui Stoekhardt. Este impresionat de asemenea de lectura manualelor de chimie ale lui Roscoe-Schorlemmer și Berzelius. Sub îndrumarea profesorului E. Ludwig de la Facultatea de Medicină a Universității din Viena, deprinde tehnicile de bază ale analizei cantitative. După studii la Technische Hochschule din Viena în 1887 vine la Munchen pentru a studia chimia organică cu profesorul W. von Miller. După susținerea doctoratului, rămâne ca asistent al profesorului von Miller, iar mai târziu acceptă un post similar la Berlin, la profesorul de fizică A. Kundt. În 1893 este numit conferențiar la Technische Universität Graz⁠(en)[traduceți]. Studiile sale asupra coloranților pentru sticlă și porțelan, îl conduc la acceptarea unui post la uzinele Schott din Jena, unde rămâne până în 1900, când se retrage pentru a continua activitatea de cercetare  în propriul laborator. Se căsătorește în 1903 cu Laura Luise Müller, cu care va avea două fete, Annemarie și Kathe. În 1907 este numit profesor și director al Institutului de Chimie Anorganică al Universității din Göttingen. În urma primului război mondial, activitatea de cercetare a institutului devine extrem de dificilă, lipsind uneori chiar și reactivii cei mai curenți, în special în perioada 1922-1923. Premiul Nobel pe anul 1925 îl ajută să depășească aceste dificultăți. Se pensionează în februarie 1929 și se stinge din viață în același an, pe 29 septembrie, la vârsta de 64 de ani.
Chimistul scoțian Thomas Graham introduce în 1861 denumirea de coloizi, propunând clasificarea substanțelor în cristaloizi și coloizi. Aceștia din urmă nu cristalizează, difuzează greu prin solvenți și nu străbat anumite membrane prin care trec soluțiile cristaloizilor. Weimarn demonstrează în 1907 că orice substanță poate fi adusă, în condiții speciale, în stare coloidală. Însă adevăratul fondator al chimiei coloidale moderne este Zsigmondy, iar una dintre realizările sale cele mai remarcabile este ultramicroscopul, datorită căruia este posibilă vizualizarea particulelor coloidale, invizibile cu un microscop obișnuit. Principiul de funcționare al ultramicroscopului este observarea laterală a luminii dispersate de particulele coloidale (conul lui Tyndall), acestea devenind vizibile ca puncte luminoase pe fond întunecat. Împreună cu H. Siedentopf, un optician al firmei Zeiss din Jena, Zsigmondy construiește primul ultramicroscop in 1903. Mai târziu, el realizează o variantă perfecționată, ultramicroscopul cu imersie, cu ajutorul căruia puteau fi vizualizate particulele mai mari de 5 nm. Pentru a putea vizualiza particule și mai mici, de până la 1,5 nm, Zsigmondy pune la punct metoda nucleului. Astfel, lucrând cu aur coloidal cu particule foarte fine, el folosește o soluție reducătoare care provoacă precipitarea lentă a aurului ce se depune pe particule invizibile de aur coloidal, făcându-le vizibile.
„Cercetările de pionierat ale lui Zsigmondy cu utilizarea ultramicroscopului au confirmat că soluțiile coloidale sunt o stare de tranziție între suspensiile grosiere și soluțiile obișnuite. ... Punerea bazelor solide în studiul coloizilor nu a putut fi realizată până când nu a fost construit ultramicroscopul ; el a arătat că soluțiile coloidale sunt sisteme disperse” - afirma The Svedberg în conferința sa Nobel ținută de pe 19 mai 1927.
Lui Zsigmondy i se datorează și lucrări de pionierat în explicarea fenomenelor de coagulare și în studiul structurii gelurilor. El descoperă existența valorii de prag, după care creșterea concentrației electrolitului nu mai are efect asupra creșterii vitezei de coagulare. Bazându-se pe constatările sale, Zsigmondy exprimă idei fundamentale pentru explicarea mecanismului de coagulare, idei dezvoltate de von Smoluchowski în teoria coagulării rapide.
Rezultatele cercetărilor efectuate în domeniul coloizilor sunt publicate de Zsigmondy în lucrarea sa Lehrbush der Kolloidchemie, care apare în mai multe ediții, cea de a cincea fiind publicată la Leipzig în 1925. În colaborare cu P. A. Thiessen, Zsigmondy publică și o altă carte: Uber das kolloide Gold. Colaboratorul și ginerele lui Zsigmondy, dr. Erich Huckel, a fost asistent a lui Peter Debye, va contribui și el cu o carte tratând teoria absorbției la colecția inițiată de Zsigmondy, intitulată Kolloidforschung in Einzeldarstellungen.